# Episodi di Men in Trees - Segnali d'amore (seconda stagione)
| nº | Titolo originale               | Titolo italiano            | Prima TV USA     | Prima TV Italia |
| -- | ------------------------------ | -------------------------- | ---------------- | --------------- |
| 1  | A Tree Goes in Elmo            | Il ciclone artico          | 12 ottobre 2007  | 17 marzo 2008   |
| 2  | Chemical Reactions             | Reazione chimica           | 19 ottobre 2007  | 24 marzo 2008   |
| 3  | No Man is an Iceland           | Il disgelo                 | 26 ottobre 2007  | 31 marzo 2008   |
| 4  | I Wood If I Could              | Fantasie e realtà          | 2 novembre 2007  | 7 aprile 2008   |
| 5  | The Girl Who Cried Wolf (1)    | Premonizioni               | 9 novembre 2007  | 14 aprile 2008  |
| 6  | Nice Day For a Dry Wedding (2) | Colpi di fulmine           | 16 novembre 2007 | 21 aprile 2008  |
| 7  | Sea Change                     | Perdita di memoria         | 23 novembre 2007 | 28 aprile 2008  |
| 8  | Sweatering It Out              | Tutti pazzi per Marin!     | 7 dicembre 2007  | 5 maggio 2008   |
| 9  | Charity Case                   | Beneficenza                | 27 febbraio 2008 | 12 maggio 2008  |
| 10 | Sonata in Three Parts          | Il ritorno                 | 5 marzo 2008     | 19 maggio 2008  |
| 11 | Home, Seized Home              | Casa dolce casa            | 12 marzo 2008    | 26 maggio 2008  |
| 12 | Read Between the Minds         | Incomprensioni             | 19 marzo 2008    | 2 giugno 2008   |
| 13 | A Tale of Two Kidneys          | Il trapianto               | 26 marzo 2008    | 9 giugno 2008   |
| 14 | Get a Life                     | La vita in un film         | 2 aprile 2008    | 16 giugno 2008  |
| 15 | Wander / Lust                  | Cena a quattro             | 16 aprile 2008   | 23 giugno 2008  |
| 16 | Kiss and Don't Tell            | L'ospite                   | 23 aprile 2008   | 30 giugno 2008  |
| 17 | New Dogs, Old Tricks           | Ritorno a Elmo             | 28 maggio 2008   | 7 luglio 2008   |
| 18 | Surprise, Surprise             | Sorpresa, sorpresa         | 4 giugno 2008    | 14 luglio 2008  |
| 19 | Taking the Lead                | Prendi in mano la tua vita | 11 giugno 2008   | 21 luglio 2008  |